# Salcie plângătoare
Salcia plângătoare (Salix babylonica L.) sau salcie pletoasă, este una dintre cele mai cunoscute specii de salcie.

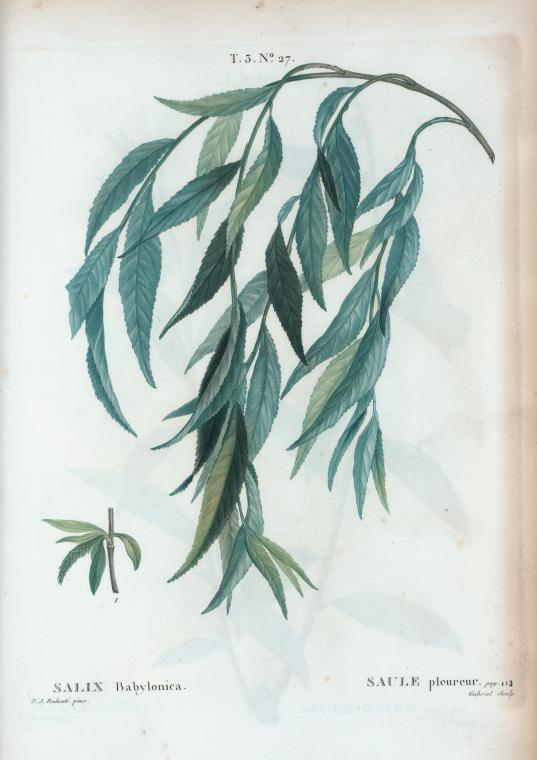
Ilustrație